# 船尾座V445
船尾座V445是一颗位于船尾座的新星。它由金津和义于2000年11月28日在日本松江市发现，当时它的视星等正达到最大值8.6。2000年12月30日，京都大学的加藤太一在国际天文学联合会第7552号通报中报告了这颗新星。这颗新星的位置与1967年就已拍摄到的一颗13.1等的恒星相符。此恒星的自行速度测量值为赤经方向-4.7 角分/年，赤纬方向+6.4 角分/年，测量结果的标准差为4 角分/年。

## 光谱
对该新星的光谱分析表明它存在钙（Ca I）、钠（Na I）和单电离的铁（Fe II）的吸收谱线。初始瞬态吸收谱表明含氢很少，不符合其他典型新星的光谱的类型。次年1月31日的红外光谱实验发现很普通的连续谱减少，同时波长增大。这与受热尘埃的喷射相符，表明这是一颗再发新星，在爆发之前先喷射尘埃。到2004年，此天体变回正常亮度，尘埃喷发现象也消失了。
这次爆发中氢的含量很少，而氦和碳的含量却反常地多。这些事实与电离程度较高一起表明，这是第一颗观测到的氦新星。理论上来说，氦新星是因为白矮星从环绕的伴星中获得的氦比氢更多。当白矮星表面的壳层累积了充足的氦时，就会发生一次对外抛射物质的新星热核爆炸。因此，船尾座V445可能是一个双星系统，周围围绕的吸积盘是从伴星获得的物质。

## 现状
目前，这个系统隐藏在一个很厚的光学尘埃云后方，并观测到一股双极喷流物质正以6,720±650 km/s的速度离开这个系统。喷流中物质的结节正在以8,450±570 km/s的高速运动。根据喷流不断扩大的视差，此系统离我们的距离为8.2±0.5 千秒差距。
船尾座V445系统中的白矮星估计质量可超过太阳质量的1.3倍，而且在不断增加。这是因为再发的氦壳层会反射吸积的物质。当这颗白矮星的质量超过大约1.38倍太阳质量的钱德拉塞卡极限时，它将可能成为一颗Ia型超新星。